# Donnas
Donnas är en ort och kommun i regionen Aostadalen i nordvästra Italien. Kommunen hade 2 520 invånare (2017) och har italienska och franska som officiella språk.